# Alberto Amato
Alberto Amato (*16 de abril de 1949, Buenos Aires) es un periodista argentino cuya amplia trayectoria incluye haber sido corresponsal de guerra en Etiopía, Somalía y en Nicaragua tras la caída del presidente Anastasio Somoza (1979).
Es hermano del cantante José Ángel Trelles.

## Trayectoria
Se inició como redactor en la revista Antena en 1973. 
Fue redactor y secretario de redacción de la Revista Gente entre 1977-1982, donde cubrió la actualidad local e internacional y realizó reportajes a figuras de relevancia local e internacional
Desde 1982 a 1987 fue jefe de redacción de la revista La Semana y de El Diario del Juicio (a la dictadura del proceso de reorganización nacional). 
Secretario de Redacción de la Agencia Télam entre 1989-1990.
Redactor y prosecretario de redacción del diario Clarín de Buenos Aires entre 1990-2009 y editor de la sección El País. 
Es colaborador especial del diario Clarín desde 2009.
Desde 2008, es asesor del “El Diario de la República”, de San Luis, Argentina.

## Académicas
- Titular de la cátedra Taller de redacción periodística de la Universidad de Buenos Aires.
- Titular de la Cátedra de Periodismo de la Universidad de Belgrano.

## Premios
- Premios Internacionales de Periodismo Rey de España, 1998[4][5]
- Premio “Periodismo en Internet” de la Fundación Nuevo Periodismo Iberoamericano que preside Gabriel García Márquez.
- Premio “Al Maestro con Cariño”, de TEA – Taller Escuela Agencia, 2008.

## Publicaciones
- Alberto Amato: CUANDO FUIMOS GOBIERNO, charlas con el expresidente Arturo Frondizi y Rogelio Frigerio. Paidós, 1983.